# 무함마드 앗 나시르
무함마드 나시르(아랍어: محمد الناصر, Muhammad al-Nāsir, 1182년 경 ~ 1213년)는 무와히드 칼리파국의 제4대 칼리파(재위 : 1198년 ~ 1213년)이다.

## 생애
무와히드 왕조의 전성기를 이룬 제3대 군주 야쿱 알만수르의 아들이다. 아버지의 사후, 즉위했지만 나시르의 치세는 무와히드 왕조가 건국한 지 80년을 지나서 왕조를 지탱한 타우히드주의 운동으로 왕조는 서서히 약화되고 있었다. 게다가, 이베리아 반도에서 기독교인들의 십자군이 결성하여 안다 루스의 무와히드 왕조 지배 영역을 위협했다.
이에 대해 1212년 무함마드 나시르는 스스로 대군을 이끌고 지브롤터 해협을 건너 톨레도까지 원정했다. 그러나 라스 나바스 데 토로사 전투에서 카스티야 왕국의 국왕 알폰소 8세를 중심으로 한 연합군에 패하여 안다 루스 지역을 잃었다. 무와히드 왕조는 이 전투에서 10만명에서 50만명으로 불리는 무수한 전사자를 내었고 과거 만수르의 시대에 전성기를 떠받친 군대는 거의 괴멸했다. 나시르는 수도 마라케시에 도망쳐서 돌아갈 수 있었지만, 의욕을 잃고 이듬해 실의 속에 빠져 있었다.
이 패전 후, 모로코에서 왕조를 창건의 의지를 가진 베르베르인의 일파인 마린족이 반기를 들었고, 아랍인의 침공이나 유력자 간 권력 다툼 등이 격화되었고, 무와히드 왕조는 급속히 쇠약해져 갔다.
| 전 임 야쿱 알만수르 | 제4대 무와히드 칼리파국의 칼리파 1198년 ~ 1213년 | 후 임 유스프 2세 |